# El Salam Maritime Transport

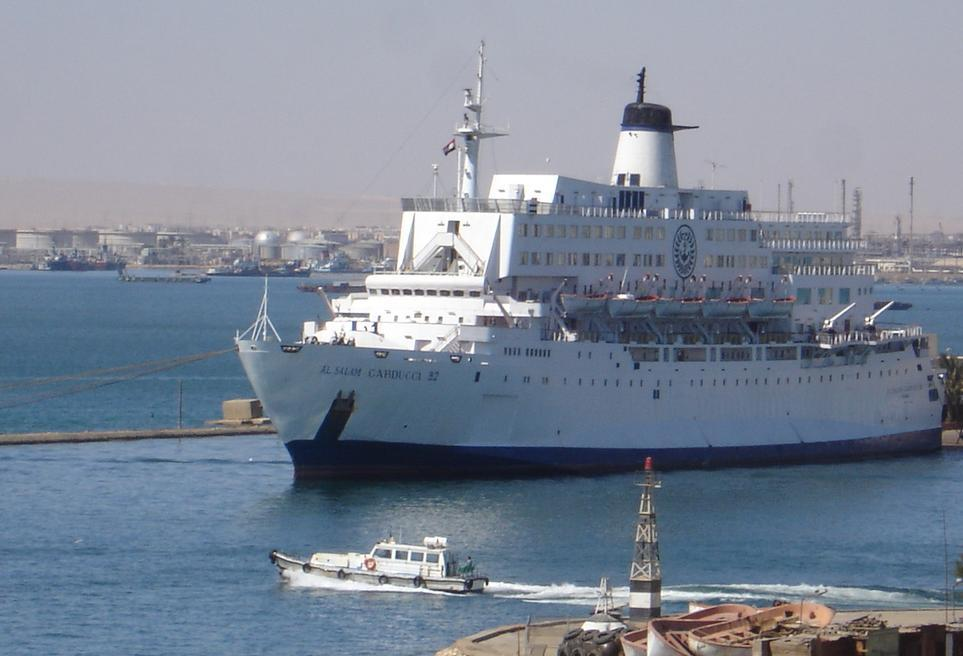
Al Salam Carducci 82 atracado en el puerto de Suez, Egipto. Marzo de 2006.

El Salam Maritime Transport es un operador de ferrys Egipcio que en el año 2006 poseía una flota de quince barcos en el Mar Rojo realizando rutas entre los puertos de Egipto, Arabia Saudí y Jordania. La compañía es la más grande de Egipto en el sector del transporte por barco, con unas cifras de un millón de pasajeros transportados al año.
El Salam se hizo noticia en el 2006 después de que uno de sus ferris, el Al-Salam Boccaccio 98, se hundiera el 2 de febrero en el Mar Rojo, realizando la ruta Duba-Safaga, de Arabia Saudí y Egipto, respectivamente.

## Rutas
- Suez a Jeddah
- Safaga a Duba y Jeddah
- Nueba a Aqaba
- Hurghada a Duba